# Тъуин
Тъ̀уин (на уелски: Tywyn) е град в Северозападен Уелс, графство Гуинед. Разположен е по източния бряг на залива Кардиган Бей на около 70 km западно от английския град Шрюсбъри. На около 50 km на север от Тъуин е главният административен център на графството Карнарвън. Има жп гара и пристанище. Морски курорт. Селското стопанство и туризма са основните отрасли в икономиката на града. До северната част на града се намира устието на река Дъсъни, която се влива в езерото Тал ъ Лин. Населението му е 2864 жители според данни от преброяването през 2001 г.

## Личности
Родени
- Роб Дейвийс (р. 1987), уелски футболист
- Дейвид Ричардс (1751–1827), уелски поет